# Mark Harmon
Mark Thomas Harmon (Burbank, Kalifornia, 1951. szeptember 2. –) amerikai színész.
Ismertebb munkái közé tartozik az NCIS című televíziós sorozat vezető szerepe.

## Élete

### Fiatalkora
Harmon a kaliforniai Burbankben született Tom Harmon legendás amerikaifocista és Heisman Trófea-nyertes és Elyse Knox színésznő fiaként. Anyai nagyapja Frank Knox politikus. Két nővére van: Kristin Nelson színésznő és festő, illetve Kelly Harmon színésznő. Miután elvégezte a Los Angeles Piece Gimnáziumot, ahol irányító poszton játszott is, Harmon a UCLA-re került, és atléta apja példáját követve kezdő irányító volt az UCLA Bruinsben 1972-ben és 1973-ban. '73-ban elnyerte a Nemzeti Futball Alapítvány Díját.

### Karrierje
Harmon két sorozatban is orvost alakított, Dr. Jack McNeilként szerepelt hosszabb ideig a Chicago Hope Kórházban, amit egy évtizeddel azután kezdett, hogy távozott a St. Elsewhere-ből. Néhány rész erejéig feltűnt A simlis és a szendében, majd később Az elnök embereiben, amiért Emmy-díjra is jelölték, de szappanoperában is tiszteletét tette: hűtlen férjet alakított a Flamingo Roadban. 2003 óta főszerepben látható a CBS krimisorozatában, az NCIS-ben Leroy Jethro Gibbs különleges ügynökként.
Harmon több mozifilmben is szerepelt, elsőként Alan J. Pakula Ha eljő a lovasában tűnt fel a hetvenes évek végén, tíz évvel később pedig már Sean Conneryvel játszott a Bűntény a támaszpontonban. Az NCIS indulása óta a Nem férek a bőrödbe és a Szabadság, szerelem egy-egy mellékszerepe jutott neki.
A mozi mellett számos tévéfilmben is feladatot vállalt, egy alkalommal a sorozatgyilkos Ted Bundyt is megszemélyesítette a képernyőn.
Harmont kétszer jelölték Emmy-díjra, továbbá négy Golden Globe-nominációt is magáénak tudhat: ebből kettőt egymást követő években a Reasonable Doubts című sorozatban nyújtott alakításáért.

### Magánélete
Harmon felesége Pam Dawber színésznő, akitől két fia van: Sean Thomas Harmon 1988. április 26-án, Tyrone Christian Harmon pedig 1992. június 25-én született. Sógora volt a néhai Ricky Nelsonnak. Nagybátyja Matthew és Gunnar Nelson énekeseknek, a Nelson popzenekar tagjainak és Tracy Nelson színésznőnek.
A People magazin 1986-ban a legszexisebb élő férfinek választotta.

## Filmográfia

### Film
| Év   | Magyar cím                          | Eredeti cím                          | Szerep                           | Magyar hang     |
| ---- | ----------------------------------- | ------------------------------------ | -------------------------------- | --------------- |
| 1978 | Ha eljő a lovas                     | Comes a Horseman                     | Billy Joe Meynert                |                 |
| 1979 | Poszeidon kaland                    | Beyond the Poseidon Adventure        | Larry Simpson                    | Felföldi László |
| 1984 | A tuareg bosszúja                   | Tuareg – The Desert Warrior          | Gacel Sayah                      | Rosta Sándor    |
| 1986 | Magánháború                         | Let's Get Harry                      | Harry Burck Jr.                  | Lux Ádám        |
| 1987 | Botcsinálta tanerő                  | Summer School                        | Freddy Shoop                     | Kassai Károly   |
| 1987 |                                     | After the Promise                    | Elmer Jackson                    |                 |
| 1988 | Bűntény a támaszponton              | The Presidio                         | Jay Austin                       | Csernák János   |
| 1988 | Pontrablás                          | Stealing Home                        | Billy Wyatt                      |                 |
| 1989 | Telhetetlen nőfaló                  | Worth Winning                        | Taylor Worth                     | Alföldi Róbert  |
| 1990 | Szívós fúvós                        | Till There Was You                   | Frank Flynn                      | Bácskai János   |
| 1990 |                                     | Kenny Rogers Classic Weekend         | Önmaga                           |                 |
| 1991 | Rideg mennyország                   | Cold Heaven                          | Alex Davenport                   | Szatmári György |
| 1994 | Született gyilkosok                 | Natural Born Killers                 | Mickey (stáblistán nem szerepel) | Stohl András    |
| 1994 | Wyatt Earp                          | Wyatt Earp                           | John Behan seriff                | Bognár Zsolt    |
| 1995 | A tó titka                          | Magic in the Water                   | Jack Black                       | Józsa Imre      |
| 1995 | Az utolsó vacsora                   | The Last Supper                      | hímsoviniszta                    | Kovács István   |
| 1997 | Véráldozat                          | Casualties                           | Tommy Nance                      | Gáti Oszkár     |
| 1997 | A leggyengébb láncszem              | The First to Go                      | Jeremy Hampton                   |                 |
| 1998 | Félelem és reszketés Las Vegasban   | Fear and Loathing in Las Vegas       | magazin riporter                 |                 |
| 1999 | Áprilisi emlékek                    | I'll Remember April                  | John Cooper                      |                 |
| 2001 |                                     | The Amati Girls                      | Lawrence                         |                 |
| 2001 | Lángoló préri                       | Crossfire Trail                      | Bruce Barkow                     | Kőszegi Ákos    |
| 2002 | Hullámlovagok                       | Local Boys                           | Jim Wesley                       |                 |
| 2003 | Nem férek a bőrödbe                 | Freaky Friday                        | Ryan                             | Jakab Csaba     |
| 2004 | Szabadság, szerelem                 | Chasing Liberty                      | James Foster elnök               | Végvári Tamás   |
| 2009 | Sylvia bonyolult élete              | Weather Girl                         | Dale                             |                 |
| 2010 | Az Igazság Ligája: Két Földi válság | Justice League: Crisis on Two Earths | Clark Kent / Superman (hangja)   | Megyeri János   |
| 2025 | Már megint nem férek a bőrödbe      | Freakier Friday                      | Ryan                             | Forgács Péter   |

### Televízió
- NCIS (2003–2021)
- JAG – Becsületbeli ügyek (2003)
- Az elnök emberei (2002)
- Chicago Hope Kórház (1996–2000)
- Charlie Grace (1995)
- Reasonable Doubts (1991–1993)
- The Deliberate Stranger (1986) … (Ted Bundy)
- A simlis és a szende (1984)
- St. Elsewhere (1983–1985)
- Flamingo Road (1981–1982)
- A végtelen szerelmesei - Az Apolló-program (1998)

## Fordítás
- Ez a szócikk részben vagy egészben  a   Mark Harmon című angol Wikipédia-szócikk fordításán alapul.  Az eredeti cikk szerkesztőit annak laptörténete sorolja fel. Ez a jelzés csupán a megfogalmazás eredetét és a szerzői jogokat jelzi, nem szolgál a cikkben szereplő információk forrásmegjelöléseként.